# 범죄와의 전쟁
범죄와의 전쟁은 대한민국 제13대 대통령 노태우가 1990년 10월 13일 특별선언을 통해 범죄와 폭력을 엄단할 것을 선포한 사건이다. 10·13 특별선언이라고 불리기도 한다.
헌법에 보장되는 대통령의 권한을 최대한 발휘하여 범죄와 폭력 등 민생치안 문제를 해결한다고 하였다. 그 결과 전국의 폭력조직은 거의 와해 되었으며 실질적으로 범죄발생 건수도 감소하기도 하였다.
그러나 경찰의 실적 위주의 수사와 검거가 있었다는 비판이 있으며, 이 선언이 보안사 민간인 사찰 사건이 폭로 된 직후에 이루어졌기 때문에 노태우 정부가 국민의 관심을 다른 곳으로 돌리기 위한 물타기 수법이라는 의혹이 제기되었다.

## 내용
- 첫째, 국가의 공동체를 파괴하는 범죄와 폭력에 대한 전쟁을 선포하고 헌법이 부여한 대통령의 모든 권한을 동원하여 이를 소탕해나갈 것입니다.
- 둘째, 민주사회의 기틀을 위협하는 불법과 무질서를 퇴치할 것입니다.
- 셋째, 과소비와 투기, 퇴폐와 향락을 바로잡아 '일하는 사회', '건강한 사회'를 만들어나갈 것입니다.